# HMS Caprice (R01)
«Капріс» (R01) (англ. HMS Caprice (R01) — військовий корабель, ескадрений міноносець типу «C» підтипу «Ca» Королівського військово-морського флоту Великої Британії за часів Другої світової та Холодної війни.
«Капріс» був закладений 28 вересня 1942 року на верфі компанії Yarrow Shipbuilders у Скотстоні. 16 вересня 1943 року він був спущений на воду, а 5 квітня 1944 року увійшов до складу Королівських ВМС Великої Британії.
За часів Другої світової війни «Капріс» брав участь у бойових діях на морі, бився поблизу берегів Європи та на Далекому Сході, супроводжував арктичні конвої. У післявоєнний час проходив службу на Тихому океані, біля берегів Африки.

## Історія служби
15 грудня 1944 року «Капріс» вийшов у складі ескорту на супровід арктичного конвою JW 62 до берегів Росії.